# Santa Casa de Misericórdia de Santo Amaro
A Santa Casa de Misericórdia de Santo Amaro é uma edificação localizada em Santo Amaro, município do estado brasileiro da Bahia. Foi tombada pelo Instituto do Patrimônio Histórico e Artístico Nacional (IPHAN) em 1962, através do processo de número 287.
Atualmente funciona no endereço o Hospital Nossa Senhora da Natividade.

## Arquitetura
Com construção iniciada em 1778, o edifício se desenvolve em dois pisos em torno de um pátio central, possuindo paredes de alvenaria mista de pedra e tijolo e divisórias em alvenaria de tijolo. Como outros edifícios de função hospitalar, possui uma planta de grande rigor formal, perfeitamente simétrica com relação ao eixo longitudinal. O acesso ao prédio se faz por um saguão onde uma escadaria de lioz em “T” conduz ao andar superior. Sua fachada apresenta um predomínio de vazios sobre cheios, com janelas de balcão corrido no pavimento superior. Devido a sua função, seu interior foi modificado, com a substituição dos assoalhos e forros por lajes e muitas paredes foram revestidas de azulejo. A capela conserva ainda belas imagens de rocca, além de lampadário de prata.
Foi tombado pelo IPHAN em 1962, recebendo tombo histórico (Inscrição 348/1962).